# Odilon Guimarães Moreira
Odilon Guimarães Moreira (Presidente Bernardes, 9 de janeiro de 1939) é um professor e sacerdote católico brasileiro. É bispo emérito da Diocese de Itabira-Fabriciano, em Minas Gerais.

## Biografia
Nasceu em 9 de janeiro de 1939, no distrito piranguense de Calambau (atual Presidentes Bernardes). É o terceiro filho dos quinze filhos do casal José Emereciano Moreira e Mivervina Guimarães Moreira.
Mudou-se para Inhapim, em 1952. Na cidade estudou a 3ª e a 4ª. Em 1955 foi admito no Seminário Nossa Senhora das Graças, mas não conseguiu se manter nos estudos, por dificuldade financeira. Pe. José Geraldo das Mercês propôs custear seus estudos, mas ele não aceitou.
Mudou-se para Correas, Petrópolis, em 1956, onde permaneceu até 1961. Ali fez outras quatro séries colegiais no Seminario Nossa Senhora do Amor Divino. Em 1962 foi para Mariana, estudou Filosofia e Teologia no Seminário Maior São José. Seus últimos anos de graduação em Teologia foram realizados no Seminário Maior do Coração Eucarístico de Jesus, em Belo Horizonte.
Foi ordenado diacono em 1967, atuando em Caratinga. Foi ordenado sacerdote dois anos depois, atuando em São João do Oriente, por Dom José Eugênio Correia. Concomitantemente formou-se em Filosofia pela Faculdade Dom Bosco e em Matemática pela FAFIC. Atuou durante anos como professor de matemática em Caratinga.

### Trajetória Eclesiástica
- Pároco de Sobrália, São João do Oriente e Iapu - 1969 - 1970.
- Vigário Paroquial Nossa Senhora da Conceição de Caratinga - 1970 a 1971.
- Pároco da Paróquia Nossa Senhora da Conceição de Caratinga - 1972 a 1986. Concomitantemente foi Professor e Diretor Espiritual do Seminário Nossa Senhora do Rosário de Caratinga.
- Pároco na Paróquia de Santo Antônio em Ipanema - 1986 a 1994.

- Pároco em Carangola e Administrador Paroquial em Farias Lemos - 1994 a 1999.
- Bispo Auxiliar da Arquidiocese de Vitória - 4 de agosto de 1999.
- Bispo Titular da Diocese de Itabira Cel. Fabriciano - 22 de janeiro de 2003. Em 21 de fevereiro de 2013, renunciou ao cargo, por limite de idade, passando a Administrador Apostólico da Diocese de Itabira, até o dia 15 de junho de 2013. Após essa data, é Bispo Emérito de Itabira/Fabriciano.[1]